# Броміди (мінерали)
Природні броміди — група рідкісних мінералів, що належать до галогенідів природних. Відомі у природі мінерали обмежуються бромідами срібла, що кристалізуються в кубічній сингонії. Структури належать до типу кам'яної солі. Серед мінералів бромідів найбільш відомим є бромід срібла — бромаргірит AgBr. Теоретичний склад бромаргіриту: Ag 57,44 %; 42,56 %. Інші мінерали — емболіт Ag (Cl, Br) і йодемболіт (або йодоброміт) Ag (Cl, Br, I) є галогенними сполуками срібла, де Br значною мірою (до 10-14 %) заміщається хлором і йодом.
Фізичні властивості мінералів групи дуже близькі. Броміди природні утворюють дрібні, з яскравим алмазним блиском кристалики кубічного або октаедричного вигляду, а також зерна жовтого та жовто-зеленого кольору; м'які, частково пластичні. Твердість за мінералогічною шкалою 2-2,5; густина (кг/м3) від 5,7 (емболіт) до 6,4 (бромаргірит). Броміди характерні для зони окиснення срібних сульфідних родовищ в умовах аридного клімату.